# Tlacoyo
Un tlacoyo est un antojito (en-cas) mexicain d'origine préhispanique composé d'une épaisse tortilla de maïs de forme ovale et fourrée de frijoles, de fèves ou d'autres ingrédients.

## Étymologie
Tlacoyo et ses variantes clacoyo, clacoyito, tlatloyo ou encore tlayoyo sont tous issus du mot nahuatl tlaoyo qui signifie « galette de maïs décortiqué ».

## Histoire
Les tlacoyos sont d'origine préhispanique et étaient consommés par les indigènes lors des longs voyages à pied car le maïs nixtamalisé possède une haute valeur énergétique.

Le missionnaire franciscain Bernardino de Sahagún fait la description suivante dans le Codex de Florence : 

« Ils utilisaient aussi de nombreuses formes de tortillas pour les gens ordinaires. Une forme est appelée tianquiztlacualli ; cela signifie "tortilla ou tamal qui est vendu dans le tiánguez". Une autre forme du tiánguez, qui s'appelle íztac tlaxcalli etica tlaoyo, signifie "tortilla très blanche qui contient de la farine de haricots crus". »

Après la conquête espagnole, la recette des tlacoyos évolue et intègre de nouveaux ingrédients comme le fromage au lait de vache. Des spécialités dérivées font leur apparition, comme les gorditas, les picadas et les sopes.

## Préparation

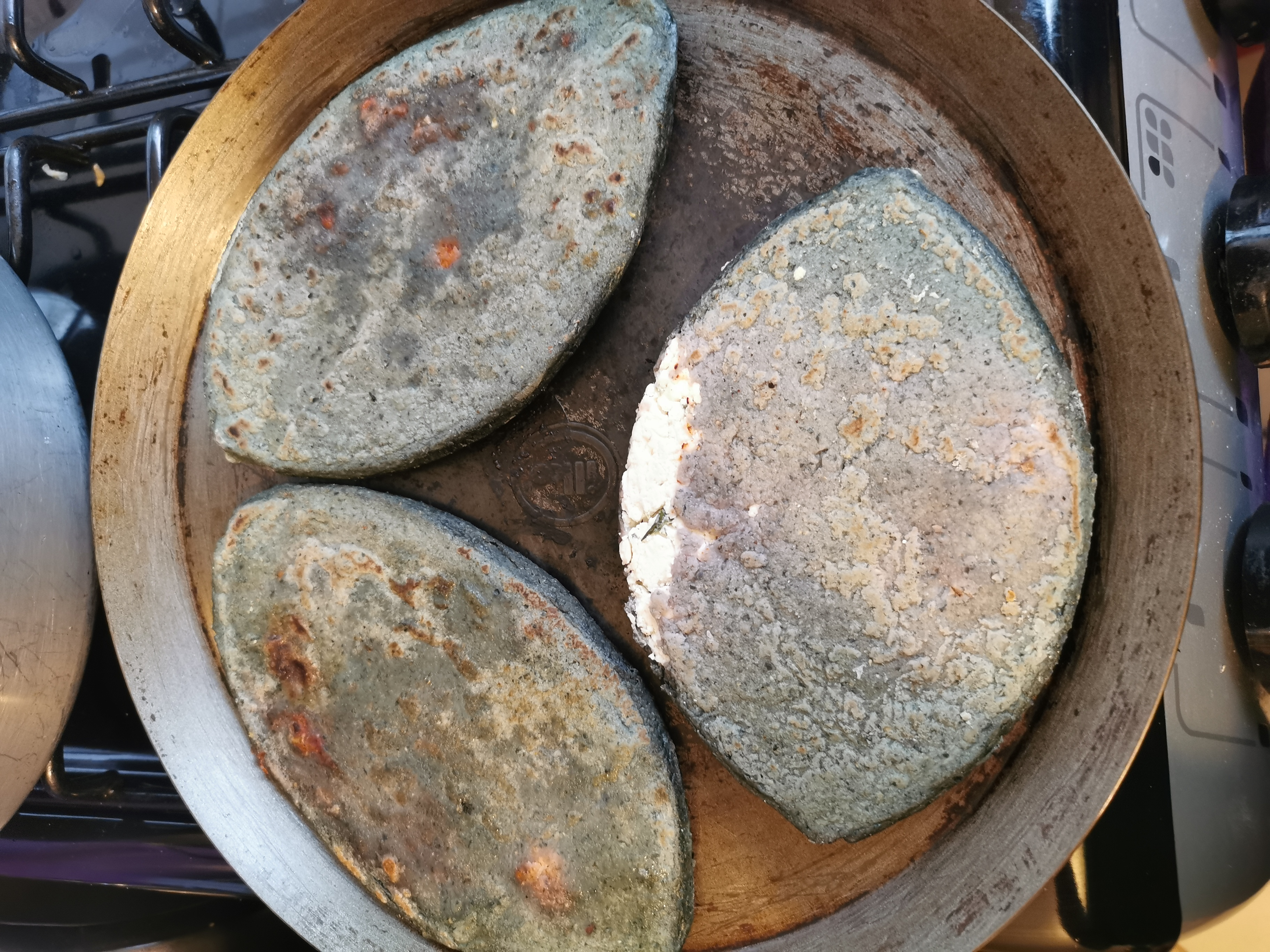
Cuisson de tlacoyos sur un comal.

Un tlacoyo est constitué d'une tortilla de maïs de forme ovale cuite sur un comal et fourrée. Traditionnellement, il s'agit de requesón (fromage de type ricotta), de fèves ou de frijoles. Il est le plus souvent consommé avec une garniture de nopales, d'oignons et de sauce piquante.